# Segmentäre Gesellschaft
Als segmentäre Gesellschaft wird in der Politikethnologie eine ethnische oder indigene Gesellschaft bezeichnet, die nicht von zentralen politischen Institutionen geprägt wird, sondern von gleichartigen und untereinander gleichrangigen Gruppen (Lineages oder Clans). Von segmentären Gesellschaften unterscheiden sich solche mit Klassen, Kasten, Ständen oder Schichten.

## Merkmale
Die Bezeichnung segmentäre Gesellschaft wurde 1893 vom französischen Ethnologen und Soziologen Émile Durkheim in De la division du travail social geprägt und 1940 von den britischen Sozialanthropologen Edward E. Evans-Pritchard und Meyer Fortes zur Beschreibung afrikanischer Gesellschaften übernommen. Bei Durkheim heißt es:

„Wir bezeichnen als Klan eine Horde, die nicht länger unabhängig ist, um stattdessen zum Element einer erweiterten Gruppe zu werden, und nennen segmentäre Gesellschaft auf der Grundlage von Klanen jene Völker, die aus der Assoziation zwischen Klanen gebildet sind. Wir nennen diese Gesellschaften segmentäre, um aufzuzeigen, dass sie aus der Wiederholung von untereinander ähnlichen Aggregaten gebildet sind, analog den Ringen des Ringelwurmes, und wir bezeichnen jenes elementare Aggregat als Klan, weil dieses Wort sehr gut dessen gemischte, sowohl familiäre wie politische Natur zum Ausdruck bringt.“

Solche Gesellschaften bestehen aus einer Anzahl von gleichartigen und gleichrangigen Segmenten, die über sogenannte Lineages organisiert sind (einlinige Familienverbände) und weiter in Subsegmente unterteilt sein können; neben diesen auf Abstammung und Verwandtschaft basierenden Segmenten können auch Gruppen unterschiedlicher Größenordnung auf religiös-kultischer oder territorialer Grundlage (Dörfer) bestehen. Die Verschachtelung dieser Segmente gewährleistet die weitgehende Selbstregulierung von Kooperations- und Konfliktbeziehungen ohne eine dauerhafte zentrale politische Autorität. Dies ermöglicht die größtmögliche Flexibilität und Dezentralisierung der politischen Organisation. Auf diese Weise können auch größere Gesellschaften akephal funktionieren, entgegen der früheren Annahme, dass nur kleine Gruppen „herrschaftslos“ sein könnten.
Typischerweise sind in segmentären Gesellschaften die Älteren gegenüber den Jüngeren übergeordnet (Seniorität). Solche Gesellschaften sind zudem meist egalitär (ohne größere soziale Unterschiede), da die dauerhafte Anhäufung von persönlichem Reichtum für einzelne Mitglieder kaum möglich ist. Die Rolle der Frauen ist nur scheinbar untergeordnet.
In den 1930er Jahren wuchs das Interesse von Kolonialmächten an der Erforschung solcherart organisierter Gesellschaften. Eines der wichtigsten Werke, das auf der Theorie der segmentären Gesellschaft basiert, ist African Political Systems von Edward Evans-Pritchard und Meyer Fortes. Sie untersuchten vor allem die Lineage-Strukturen, welche die Grundlage für die politische Struktur darstellen. Sie betonten die Gleichheit der Segmente und das Fehlen einer Zentralinstanz. Bekannt geworden sind die Ethnografien über die Nuer und die Tallensi. Weitere Gesellschaften, deren Systeme in dieser Hinsicht untersucht wurden, sind die afrikanischen Dinka, Somali und Tiv. Elizabeth E. Bacon, die mit Feldforschungen Ende der 1930er Jahre bei den afghanischen Hazara begann, führte für die von ihr besprochenen segmentären Gruppen im südlichen Zentralasien die mongolische Bezeichnung Obok ein.
Der deutsche Soziologe Niklas Luhmann benutzte die Bezeichnung der segmentären Gesellschaft zur Differenzierung von Gesellschaften. Als Beispiel nennt er einfache, kleine, räumlich voneinander getrennte und gleiche Gesellschaften mit face-to-face Kommunikation (Stämme, Dörfer und andere).
In seiner Arbeit Regulierte Anarchie griff der deutsche Ethnologe Christian Sigrist 1967 das Thema der herrschaftsfreien Gesellschaften auf und entwickelte die Theorie weiter (siehe Akephalie: Herrschaftsfreiheit).

## Beispiele für segmentäre indigene Kulturen

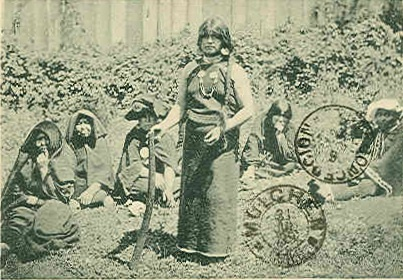
Indiofrauen vom Volk der Mapuche (Postkarte aus Chile 1899)

Die südafrikanischen San-Ethnien zählen zu den akephalen segmentären Gesellschaften, die sich bisher ohne ein übergeordnetes politisches Führungssystem organisierten. Auch wird keine formale Rechtsprechung ausgeübt. Verstöße gegen die moralischen Grundsätze der San werden schlimmstenfalls mit einem Ausschluss aus der Gemeinschaft geahndet. Die Jagdgruppen von oft 40 bis höchstens 200 San setzen sich – neben verwandtschaftlichen Beziehungen – nach persönlichen Vorlieben flexibel zusammen. Über Gruppenbelange wie Jagd oder Ortswechsel wird gemeinsam im Konsens entschieden; Frauen sind gleichberechtigt. Die primäre Wirtschaftsform der San war bis in die 1960er Jahre die extraktive Wirtschaftsform egalitärer Jäger und Sammler. Demnach erfolgte die Güterversorgung je nach Ethnie über verschiedene Formen der Reziprozität wie etwa der Schenkökonomie oder dem Prestigegüter-Tausch-Netz der ǃKung, die in erster Linie auf einer unentgeltlichen Verteilung der Güter statt auf Handel und Marktwirtschaft beruhte. Dieses Prinzip funktioniert heute nur noch bei den sehr wenigen weitgehend vollnomadisch lebenden San. Bei den sesshaften Gruppen führen die veränderten Subsistenzweisen zu unterschiedlichen, noch nicht tradierten Mischformen zwischen Egalitarität und Markt, die häufig zu Konflikten führen.
Das südamerikanische Volk der Reche-Mapuche hatte nach Darstellungen einiger Autoren bis zum Auftauchen der spanischen Kolonisatoren eine gesellschaftliche Organisation ohne zentrale Herrschaft oder festgezogenen Grenzen zwischen gesellschaftlichen Schichten und Territorien entwickelt. Ordnung sei vor allem durch soziale Strukturen, Verwandtschaften und Allianzen geregelt gewesen. Die Definition der Gruppe sei nicht von der Abstammung abhängig gewesen, sondern von der Ausdrucksfähigkeit als Gruppe. In der politischen Anthropologie (heute Politikethnologie), die sich keine Gesellschaft ohne Herrschaft vorstellen konnte, seien die herrschaftsfreien Gesellschaften des amerikanischen Doppelkontinents nur mit Blick auf die „Häuptlinge“, den Ionco genannten Friedensschlichter und Gruppenmediatoren, sowie den zusätzlich vorhanden temporären Kriegshäuptling und den am Rande der Gesellschaft stehenden Schamanen untersucht worden. Diese verfügten sicher über Macht, nicht aber über einen zu Herrschaft nötigen Erzwingungsstab und Zwangsgewalt. Nachvollziehbarerweise urteilten daher die spanischen Konquistadoren mit ihrem straff hierarchischen System über die Reche-Mapuche: „Sie haben kein Oberhaupt, sie kennen keine Obrigkeiten an, sie haben keine Sprache, sie haben kein Gesetz, ihnen fehlen Glaube und Ansehen.“
Die ethnozentristische – in diesem Fall eurozentrische – Betrachtung der indigenen Bevölkerung als Mangelgesellschaft ohne Staat, ohne Geschichte, ohne Schrift und ohne Markt blendet dabei aus, dass diese Gesellschaften die Nutzung der natürlichen Umwelt nach ihren Bedürfnissen ohne den herkömmlichen Entwicklungsdiskurs der Parallelität von ökonomischer Entwicklung und Entwicklung politischer Macht vollbracht haben. Zudem gab es bei den Reche-Mapuche keine universelle Gottesfigur. Anders als bei Maya und Azteken gab es keine Gottheiten und zentrale Repräsentationsinstanzen in der religiösen Sphäre. Noch heute verwalten die Mapuche ihr Land in Gemeineigentum.